# Professionals-17th
Albums par Morning Musume
16th ~That's J-POP~
(2021)
Singles par
Singles
1. Suggoi FEVER! / Wake-up Call ~Mezameru Toki~ / Neverending Shine
Sortie : 25 octobre 2023
2. Nandaka Sentimental na Toki no Uta / SaiKIYOU
Sortie : 14 août 2024

Professionals-17th est le 17e album régulier du groupe Morning Musume, sorti en 2024.

## Présentation
C'est le quatrième album original du groupe à sortir sous une appellation temporaire, en l'occurrence "Morning Musume '24", utilisée durant la seule année 2024. Il sort le 27 novembre 2024 au Japon sur le label zetima, trois ans après le précédent album original du groupe, 16th ~That's J-POP~. Il sort également dans une édition limitée au format "CD+Blu-Ray", avec une pochette différente et un disque Blu-Ray en supplément.
Il s'agit du premier album original du groupe à sortir après les départs de Masaki Satō (qui a quitté le groupe fin 2021), Chisaki Morito (qui l'a quitté en 2022), Kaede Kaga (qui l'a quitté fin 2022) de l'ancienne leader Mizuki Fukumura (qui l'a quitté fin 2023). C'est également le premier album original du groupe (hors compilations) à inclure la membre de la 16e génération Rio Sakurai, ainsi que les membres de la 17e génération (Haruka Inoue et Ako Yumigeta).

## Formation
Membres du groupe créditées sur l'album :
- 9e génération : Erina Ikuta
- 10e génération : Ayumi Ishida
- 11e génération : Sakura Oda
- 12e génération : Miki Nonaka, Maria Makino, Akane Haga
- 13e génération : Reina Yokoyama
- 15e génération : Rio Kitagawa, Homare Okamura, Mei Yamazaki
- 16e génération : Rio Sakurai
- 17e génération : Haruka Inoue, Ako Yumigeta

## Liste des titres
Les titres sont tous écrits et composés par Tsunku.
| 1.  | Yuukan na Dance (勇敢なダンス)                                           | Titre inédit                                                         |  |
| 2.  | Occhokochoi na Fantasia Romance (おっちょこちょいなファンタジアロマンス) | Titre inédit, par Kitagawa, Okamura et Yamazaki                      |  |
| 3.  | « Koibito » (「恋人」)                                                   | Titre inédit                                                         |  |
| 4.  | Mukasuki! (ムカ好き！)                                                   | Titre inédit                                                         |  |
| 5.  | Suggoi FEVER! (すっごいFEVER！)                                          | du 73e single (co-face A)                                            |  |
| 6.  | Naisho da yo (内緒だよ)                                                  | Titre inédit, par Oda et Haga                                        |  |
| 7.  | Nandaka Sentimental na Toki no Uta (なんだかセンチメンタルな時の歌)      | du 74e single (co-face A)                                            |  |
| 8.  | Aete Yokatta (会えてよかった)                                            | Titre inédit, par Yokoyama et Inoue                                  |  |
| 9.  | Neverending Shine (Neverending Shine)                                    | du 73e single (co-face A)                                            |  |
| 10. | Shiawase Shisuu Happyō Saretai (幸せ指数 発表されたい)                   | Titre inédit, par Ikuta, Ishida, Nonaka, Makino, Sakurai et Yumigeta |  |
| 11. | Wake-up Call ~Mezameru Toki~ (Wake-up Call～目覚めるとき～)              | du 73e single (co-face A)                                            |  |
| 12. | SaiKIYOU (最KIYOU)                                                       | du 74e single (co-face A)                                            |  |
| 13. | Ōzora ni Mukatte (大空に向かって)                                        | Titre inédit                                                         |  |